# Søren Egerod
Søren Christian Egerod (8. juli 1923 i København – 21. april 1995) var dr.phil. og professor i østasiatiske sprog ved Københavns Universitet fra 1958 til sin pension i 1993, hvor han i sin tid grundlagde Østasiatisk institut. Han var dog i flere perioder tilknyttet udenlandske universiteter, hovedsageligt i USA og adskillige østlige universiteter. Han var forstander ved Centralinstitut ved Nordisk Asienforskning fra 1967 til 1987, og blev medlem af Videnskabernes Selskab i 1971. Da Dansk PEN blev genoprettet i 1973 blev Søren Egerod valgt som præsident, en post han besad indtil 1976. Fra 1988 til sin død i 1995 beboede han som den sidste Carlsbergs æresbolig, hvor han trådte ind i rækken af store videnskabsmænd, der har beboet boligen, heriblandt Niels Bohr.

## Karriere
Søren Egerod blev født i København, Brønshøj, den 8. juli 1923 og gik på Metropolitanskolen, hvor han studerede med hovedvægt på sprog og blev student 1942. Til at starte med studerede han med stor interesse for sanskrit. I 1945 bestod han forprøven i klassisk filologi, i 1948 blev han fil.kand. fra Stockholms og Uppsalas universiteter i sinologi, oldgræsk og sanskrit, i 1952 fil.lic. fra Stockholms Universitet i sinologi og i 1956 dr.phil. fra Københavns Universitet. Ved siden af disse formelle studier studerede han klassisk filologi hos forskellige lingvister og filologer.
I 1945 tog Søren Egerod til Paris, hvor han studerede kinesisk og lingvistik. Inden da havde han studeret kinesisk hos en kineser, der boede i København. I 1948 fik Søren Egerod Rockefeller Foundation-legatet. Han brugte legatet til at studere kinesisk lingvistik, kinesiske dialekter og poesi i alt i fire år i Kina og USA. Hertil kom samtidige studier i andre asiatiske sprog, hvor særligt de sydøstasiatiske kom til at indtage en vigtig plads i hans videnskabelige arbejde. Efter disputatsen blev et Guggenheim Fellowship-legat fra Berkeley brugt til ophold i Burma og Thailand. Herefter fulgte den ansættelse ved Københavns Universitet der bortset fra et års orlov, 1968-69 som professor i lingvistik ved Columbia University, skulle vare til pensioneringen i 1993. Ud over det, varetog han siden gæsteprofessorater ved University of Michigan, Columbia University, Chulalongkorn og Ramkhamhaeng universiteterne i Bangkok og Tokyo University of Foreign Studies. 
På grund af hans kritik af det kinesiske styre efter Kulturrevolutionen, blev han forment adgang til landet indtil 1970. I stedet studerede han kinesisk i Taiwan og i andre lande i Sydøstasien.
Ved Københavns Universitet underviste han i moderne og klassisk kinesisk sprog og åndshistorie, lingvistik generelt, thai og indonesisk.
Søren Egerod nød stor respekt i det internationale forskningssamfund. Dette havde han både pga. sine mange publikationer, men også pga. sit virke som underviser, vejleder, foredragsholder og meget mere. Hans tid i Berkeley, hans gæsteprofessorater, hans talløse foredrag og hans mange andre aktiviteter medvirkede til at hans omdømme og kontakter strakte sig bogstavelig over hele kloden Han besad et æresdoktorat ved universitetet i Lund og var kommandør af Dannebrogordenen. Ydermere var han én af de få, der gennem tiden har kunnet kritisere Noam Chomsky uden at blive set skævt til. 
Da den tibetanske eksilleder, Dalai Lama, i 1995 besøgte København, og daværende statsminister Poul Nyrup Rasmussen afslog at være vært for ham, boede Dalai Lama i stedet som gæst hos Søren Egerod i Æresboligen.

## Hæder
- 1966: Ridder af Dannebrogordenen
- 1971: Medlem af Videnskabernes Selskab
- 1974: Ridder af 1. grad af Dannebrogordenen
- 1979: Æresdoktor ved Lunds universitet
- 1988: Fribolig i Carlsbergs æresbolig
- Kommandør af Dannebrogordenen